# Tværsum
Tværsummen af et givet heltal i titalssystemet betegner i almindelighed den sum, som fremkommer ved at addere den numeriske værdi af tallets enkelte cifre.
Hvis den fremkomne tværsum har flere cifre, kan der dannes en ny tværsum af disse og så fremdeles, til man når et encifret tal, der betegnes den reducerede tværsum, den itererede tværsum eller tværsummernes tværsum. Ofte vil man dog se benævnelsen tværsum benyttet, hvor der menes den reducerede tværsum.
Tværsummer kan benyttes i opstilling af en prøvefunktion til at afgøre et tals delelighed med et andet tal. En anden nyttig funktion er at benytte den reducerede tværsum (som regel i en vægtet udgave) som et tilføjet kontrolciffer til et tal.
Fremgangsmåden for dannelse af tværsummer kan generaliseres til anvendelse i ethvert positionstalsystem, og yderligere er der mulighed for at danne tværsummer med vægtning af tallets cifre.

## Tværsumstyper

### Simpel tværsum (ikke-alternerende)
Tallet 5708 har tværsummen 20, fordi 5 + 7 + 0 + 8 = 20. Tværsummen afgør direkte et tals delelighed med tallene 3 og 9, fordi disse vil gå op i tallet, hvis de går op i tværsummen.

### Den reducerede tværsum
Når tværsummen er flercifret, vil man normalt fortsætte med at finde tværsummen af tværsummen osv., indtil man har et encifret tal. Eksempel: 93 → 9+3 → 12 → 1+2 → 3. Den reducerede tværsum kaldes også for tværsummernes tværsum eller den itererede tværsum.
Tværsummernes tværsum for tal i titalssystemet vil i sagens natur være et tal mellem 0 og 9, men derudover gælder, at hvis tværsummernes tværsum for et givet tal er mindre end 9, udtrykker tværsummen den rest, man får ved at dividere det oprindelige tal med 9. Er tværsummernes tværsum lig med 0 eller 9, er det oprindelige tal deleligt med 9. Tværsummernes tværsum af et tal X kaldes derfor også ni-resten og er altså lig med X mod 9.

#### Ni-prøve
Ni-resten fra den reducerede tværsum blev før lommeregnernes tid benyttet til at kontrollere, at en multiplikation var korrekt. Det gælder nemlig, at faktorernes ni-rest ganget sammen skal give resultatets ni-rest.
F.eks kan man kontrollere gangestykket 923 * 187 = 172.601 således:
- ni-resten for 923 er 9+2+3 = 14, 1+4 = 5
- ni-resten for 187 er 1+8+7 = 16, 1+6 = 7
- ni-resten for 172.601 = 1+7+2+6+0+1=17, 1+7 = 8
- 5 * 7 = 35 og ni-resten for 35 er 3+5 = 8, altså det samme som ni-resten for 172.601. Så er det sandsynliggjort, at resultatet er rigtigt.

Ni-prøven finder ikke alle fejl, fordi to cifre i resultatet f.eks. kan ombyttes, uden at ni-resten ændrer sig. Men fordelen ved den prøve er, at den er let at gennemføre og ofte vil afsløre gængse regnefejl ved manuel udregning.

### Alternerende tværsum
Hvis der i stedet for addition benyttes skiftevis addition og subtraktion af cifrene i et heltal i titalssystemet, får man tallets rest i modulus 11. Ved brug af denne metode skal det mindst betydende ciffer lægges til, tierne trækkes fra osv. (så det er lettest at beregne fra højre mod venstre). Eksempel: Tallet 12042 giver derfor den alternerende tværsum 2−4+0−2+1 = −3, altså 8 modulus 11.

### Ikke-alternerende n-tværsum
Den ikke-alternerende 2-tværsum q af tallet n = 36036 er q = 3+60+36 = 99. Den er et delelighedskriterium for tallene 3, 9, 11, 33 og 99, for det gælder, at den ikke-alternerende 2-tværsum q af et decimaltal n kan deles med et disse tal, når tallet går op i n.
Den ikke-alternerende 3-tværsum af tallet n = 36036 er q = 36+036 = 72. Den er et delelighedskriterium for tallene 3, 9, 27, 37, 111, 333 og 999, for det gælder, at den ikke-alternerende 3-tværsum q af et decimaltal n kan deles med et af disse tal, når tallet går op i n.

### Alternerende n-tværsum
Den alternerende 2-tværsum q af tallet n = 36036 er q = 3-60+36 = -21. Den er et delelighedskriterium for tallet 101, fordi den alternerende 2-tværsum q af et decimaltal n netop kan deles med 101, når n kan deles med 101.
Den alternerende 3-tværsum q af tallet n = 36036 er q = 36-036 = 0. Den er et delelighedskriterium for tallene 7, 11, 13, 77, 91 og 143, for det gælder, at den alternerende 3-tværsum q af et decimaltal n kan deles med et af disse tal, når tallet går op i n.

### Vægtet tværsum
En generalisering af tværsums-begrebet er den vægtede tværsum, hvor tallets cifre først multipliceres med værdierne fra en talfølge, og de deraf fremkomne resultater adderes. Der begyndes med mindst betydende ciffer (omend rækkefølgen er ligegyldig, når det gælder den simple tværsum). Vægtningsfølgen kan være periodisk eller
ikke-periodisk.
Et eksempel er den periodiske følge:
1, 3, 2, −1, −3, −2, ..., der med tallet 422625 giver følgende vægtede tværsum (idet der begyndes med mindst betydende ciffer):
5·1 + 2·3 + 6·2 − 2·1 − 2·3 − 4·2 = 5 + 6 + 12 − 2 − 6 − 8 = 7
Den således vægtede tværsum udgør en delelighedsregel for tallet 7. Også for andre naturlige tal kan man finde sådanne periodiske følger, som f.eks.:
- for 11 følgen +1, −1, ... Denne giver den såkaldte alternerende tværsum
- for 13 følgen 1, −3, −4, −1, 3, 4, ...

For de fleste divisorer er det imidlertid ikke gennemførligt at undersøge delelighed ved hjælp af sådanne tværsummer, fordi der kun findes få periodiske vægtningsfølger, som er lette at huske.
Hvis der søges efter en passende delelighedsregel for et naturligt tal m, så deler man potenserne af 10 med m. Resterne fra disse divisioner udgør vægtene.

#### Eksempel: m = 7
1 {\displaystyle \equiv } 1 mod 7
10 {\displaystyle \equiv } 3 mod 7
100 {\displaystyle \equiv } 2 mod 7
1000 {\displaystyle \equiv } −1 mod 7
10000 {\displaystyle \equiv } −3 mod 7
100000 {\displaystyle \equiv } −2 mod 7
1000000 {\displaystyle \equiv } 1 mod 7 (herfra gentager restene sig)
Vægtningsfølgen bliver derfor 1, 3, 2, −1, −3, −2, ...

### Kontrolciffer
Et tals vægtede, reducerede (en-cifrede) tværsum benyttes ofte som kontrolciffer, dvs. at denne tværsum føjes til tallet som et ekstra ciffer. Derved kan der maskinelt foretages kontrol af tallets rigtighed.
Et dansk CPR-nummer skulle, når det vægtes med faktorerne (4,3,2,7,6,5,4,3,2,1), give 0 modulus 11. Dette blev dog afskaffet i 2007.
Et internationalt standardbognummer (ISBN) skal, når det vægtes med faktorerne (10,9,8,7,6,5,4,3,2,1), give 0 modulus 11.
Et specielt problem opstår hvis kontrolcifferet skal være 10, for CPR-numre undlod man at bruge sådanne numre, for ISBN numre benyttes X som kontrolciffer.
En EAN stregkode skal, når den vægtes med (1,3,1,3,1,3,1,3,1,3,1,3,1), give 0 modulus 10.

#### Eksempel
For ISBN 87-571-0689-4 er
{\displaystyle (8\cdot 10+7\cdot 9+5\cdot 8+7\cdot 7+1\cdot 6+0\cdot 5+6\cdot 4+8\cdot 3+9\cdot 2+4\cdot 1)\mod 11\;=\;308\mod 11\;=\;0},
altså er dette et gyldigt ISBN-10 nummer.
For EAN stregkoden 4 048962 113808 er
{\displaystyle (4\cdot 1+0\cdot 3+4\cdot 1+8\cdot 3+9\cdot 1+6\cdot 3+2\cdot 1+1\cdot 3+1\cdot 1+3\cdot 3+8\cdot 1+0\cdot 3+8\cdot 1)\mod 10\;=\;90\mod 10\;=\;0},
altså er dette en gyldig stregkode.

## Tværsumssætning
- Når følgende er givet:
  - Et positionstalsystem med grundtallet n+1 (hvor {\displaystyle n\in \mathbb {N} }).
  - t er en divisor i n (hvor {\displaystyle t\in \mathbb {N} }).
  - et naturligt tal a.
- Så gælder:
  - Tallet a er deleligt med t når, og kun når, dets tværsum (i dette positionssystem) er deleligt med t.

I decimalsystemet, hvor grundtallet jo er 10, er n=9. t kan derfor være {1,3,9}. Følgelig kan man anvende tværsumsberegningen til at afgøre et tals delelighed med 3 og med 9.
I det hexadecimale talsystem er n=15, hvorfor t kan være {1,3,5,15}. Følgelig kan man anvende tværsumsberegningen til at afgøre et tals delelighed med 3, 5 og med 15.

## Itereret tværsum
Er tværsummen af et tal k et flercifret tal, kan tværsumsberegningen som nævnt gentages, indtil resultatet er en-cifret i det pågældende talsystem. For den således fremkomne itererede tværsum {\displaystyle \operatorname {qs} (k,t)} gælder (idet t som ovenfor er talsystemets grundtal – 1):
{\displaystyle \operatorname {qs} (k,t)={\begin{cases}0,&{\mbox{hvis }}k=0\\t,&{\mbox{hvis }}k\;\operatorname {mod} \;t=0\\k\;\operatorname {mod} \;t,&{\mbox{hvis }}k\;\operatorname {mod} \;t\neq 0\end{cases}}}
Eksempel i decimalsystemet:
{\displaystyle \operatorname {qs} (4582,9)=\operatorname {qs} (4+5+8+2,9)=\operatorname {qs} (19,9)=\operatorname {qs} (10,9)=1},
hvorved det gælder, at
{\displaystyle 4582\mod 9=1}.
I særdeleshed er et positivt, naturligt tal altså deleligt med 9, når dets itererede (reducerede) tværsum er 9.